# ألكسندر ديل فالي
مارك دانا (بالفرنسية: Marc d'Anna) (ولد في 4 سبتمبر 1968) واسمه المستعار ألكسندر ديل فالي (بالفرنسية: Alexandre del Valle)‏ هو كاتب وصحفي ومحلل سياسي فرنسي.
يعرف ديل فالي في المقام الأول بتحليله للتطرف الإسلامي، وانتقاده للنظام التركي الحديث. ديل فالي هو من دعاة نموذج - التعاون بين الغرب وروسيا ضد الإسلام الراديكالي - وصاغ مفهوم «التحالف الأحمر والأخضر والبني» في عام 2002.
تركزت مجالات اهتمامه على التطرف الإسلامي، التهديدات الجيوسياسية الجديدة، الصراعات الحضارية، والإرهاب، بالإضافة إلى قضايا البحر الأبيض المتوسط مثل انضمام تركيا المقترح إلى الاتحاد الأوروبي. كما كتب ألكسندر ديل فالي عن العلاقات الدولية والجغرافيا السياسية للعالم العربي الإسلامي.

## عنه
يؤيد ديل فالي أطروحة الدكتوراه في العلاقات بين الغرب والحضارة الإسلامية منذ الحرب الباردة وحتى يومنا هذا في جامعة مونبلييه.
درس الجغرافيا السياسية والعلاقات الدولية في مدرسة التجارة في لاروشيل (فرنسا).
أن نشر مقالات في عدد من الصحف الفرنسية بما في موقع “اتلانتيكو” الاخبارى.
انضم ديل فالي إلى الأمانة العامة للدفاع الوطني في عام 997، حيث كان يعمل محرر ومحلل لخطاب الحقائق والاتجاهات في قسم الشئون الدولية والاستراتيجية ثم عمل في الخدمة المدنية الإقليمية والدولية قبل أن يؤسس شركته الاستشارية في بروكسل.
وهو أيضًا مدرس في الجغرافيا السياسية في Sup de Co La Rochelle ويعمل في الجامعة الأوروبية في روما وفي المعهد الدولي للجغرافيا السياسية. كان باحثًا مشاركًا في معهد شوازول حتى عام 2014، ومؤسس مشارك لمرصد البحر الأبيض المتوسط الجيوسياسي (ومقره قبرص).
وقد تعاون في العديد من المراجعات الجيوسياسية، هيرودوت، إستراتيجي، جيوستراتيجي، نوفا ستوريكا، ريسك، سياسة دولية، أووتري تير، أوراق دايدالوس، الشؤون الجيوسياسية، جيويكونوميكس. يركز على الجغرافيا السياسية للعالم العربي الإسلامي.

## المؤلفات
- الإسلاموية والولايات المتحدة، تحالف ضد أوروبا، عصر الرجل، لوزان، 1997.
- الحروب ضد أوروبا، البوسنة، كوسوفو، الناشر: سيرتس، 2000.
- الشمولية الإسلامية تهاجم الديمقراطيات، الناشر: سيرتس، 2002.
- تركيا في أوروبا، حصان طروادة إسلامي؟ الناشر: سيرتس، 2004.
- المعضلة التركية، الرهانات الحقيقية لترشيح أنقرة، الناشر: سيرتس، 2006.
- لماذا يُقتل المسيحيون في العالم اليوم، الإسلاموفوبيا الجديدة (رهاب المسيحية الجديدة، لماذا أصبح المسيحيون حول العالم أهدافًا لقتلهم؟)؛ الناشر: ماكسيما، باريس، 2011 (نُشر في الولايات المتحدة الأمريكية).
- المجمع الغربي، أطروحة صغيرة عن الذنب، طبعات دو توكان، باريس، 2014.
- الفوضى السوريَّة «من الثورات العربية حتى الجهاد العالمي» مع الكاتبة والسياسية السورية رندة قسيس 2014، الناشر: Editions Dhow[13][14][15]، يستعرض الكتاب عبر 448 صفحة الهجمات التي وقعت في باريس وبروكسل التي أراد «داعش» من خلالها أن يذهل المواطنين الأوروبيين لإظهار القتل العشوائي وأن كل «كافر» يجب أن يخاف من مقاتلي الله.

- أعداء الغرب الحقيقيون، من رفض روسيا إلى أسلمة المجتمعات المفتوحة، الناشر: طبعات دو توكان / لارتيليور، باريس، 2016.
- إستراتيجية الترهيب، من الإرهاب الجهادي إلى الصحيح إسلاميًا، الناشر: طبعات دو توكان / لارتيليور، باريس، 2018.

## روابط خارجية
- ألكسندر ديل فالي على موقع IMDb (الإنجليزية)
- ألكسندر ديل فالي على موقع كينوبويسك (الروسية)